# Jonathan Tiersten
Jonathan Tiersten (Queens, 11 de agosto de 1965) é um ator, produtor cinematográfico, cantor e compositor norte-americano. Ao longo de sua carreira, liderou diferentes bandas de rock, apareceu em alguns programas de televisão e participou de várias produções de cinema independente, geralmente do gênero terror.

## Primeiros anos
Tiersten nasceu no Queens, Nova Iorque, e cresceu na cidade de Nova Iorque e na região de Maplewood, ao norte de Nova Jersey. Envolvido com música e atuação desde a adolescência, estudou trompa e violão ainda na infância. Ele lembrou que formou sua primeira banda quando estava na oitava série. Estudou artes cênicas no Circle in the Square Theatre School da Universidade de Nova Iorque, onde foi colega de classe de Molly Shannon, futura integrante do Saturday Night Live.

## Carreira
Quando adolescente, Tiersten interpretou o coprotagonista Ricky em Sleepaway Camp (1983), um filme de terror cult dirigido por Robert Hiltzik. Em 1987, desempenhou um papel principal em Seasonal Differences, um especial da ABC vencedor do Emmy. Também no final da década de 1980, participou da telessérie Another World (NBC) e marcava presença como cantor e compositor no circuito de folk e roots rock de Greenwich Village como integrante da dupla acústica The Magic Box. Afastando-se da atuação, mudou-se em 1991 para Fort Collins, Colorado, onde abriu uma cervejaria e casa de shows ao vivo que conseguiu atrair artistas como Dishwalla, David Gray e Victor Wooten. Contudo, Tiersten logo desistiu desse empreendimento para dedicar mais tempo à sua própria carreira musical.
No fim dos anos 1990, lançou seu álbum de estreia, Heaven, e formou o grupo de rock underground Gafiltaphunk, que se desfez em pouco tempo. Entre 1998 e 2001, integrou a banda de rock alternativo Bambi's Apartment, com a qual lançou um álbum e dois EPs. Posteriormente, formou outra banda, Ten Tiers, cujo EP We'll See (2011) recebeu elogios da crítica em veículos como a revista Goldmine e a publicação comercial de rádio All Access. De volta ao cinema independente, reinterpretou Ricky na sequência Return to Sleepaway Camp (2008) e estrelou produções como o terror The Perfect House (2012), no qual interpretou o assassino em série John Doesy, e o suspense psicológico Redemption (2014), em que também deu vida a um vilão. Além disso, contribuiu musicalmente com vários filmes, tendo composto a música-tema de The Perfect House e regravado a canção "Love Is Strange", de Mickey & Sylvia, para a trilha sonora de Plan 9 (2015), refilmagem de Plan 9 from Outer Space.

## Discografia parcial
| Ano  | Título                      | Tipo  | Notas                           | Ref.   |
| ---- | --------------------------- | ----- | ------------------------------- | ------ |
| 1998 | Heaven                      | Álbum | Solo                            | [ 3 ]  |
| 1999 | Who's Bambi?                | Álbum | Bambi's Apartment               | [ 3 ]  |
| 2001 | BA2K Live                   | EP    | Bambi's Apartment               | [ 3 ]  |
| 2008 | Don's Club Tavern: Part One | Álbum | Jonathan Tiersten and Ten Tiers | [ 10 ] |
| 2009 | Chiller Theatre             | Álbum | Jonathan Tiersten and Ten Tiers | [ 10 ] |
| 2011 | We'll See                   | EP    | Jonathan Tiersten and Ten Tiers | [ 5 ]  |
| 2014 | Family                      | Álbum | Jonathan Tiersten and Ten Tiers | [ 8 ]  |

Singles
- "Jonathan Tiersten and Ten Tiers" (2009)[10]
- "I'm Alone" (solo, 2012)[11]

## Filmografia

### Cinema
| Ano  | Título                               | Produtor | Trilha sonora | Ator | Papel                | Notas                             | Ref.   |
| ---- | ------------------------------------ | -------- | ------------- | ---- | -------------------- | --------------------------------- | ------ |
| 1983 | Sleepaway Camp                       |          |               | Sim  | Ricky                | Creditado como Jonathan Tierston  | [ 2 ]  |
| 2000 | Closing the Deal                     |          | Sim           |      |                      |                                   | [ 12 ] |
| 2007 | Juncture                             |          | Sim           |      |                      |                                   | [ 12 ] |
| 2008 | Demption                             | Sim      | Sim           | Sim  |                      | Curta-metragem                    | [ 7 ]  |
| 2008 | Return to Sleepaway Camp             |          |               | Sim  | Ricky Baker          | Diretamente em vídeo              | [ 2 ]  |
| 2012 | The Perfect House                    | Sim      | Sim           | Sim  | John Doesy           | Produtor associado                | [ 13 ] |
| 2012 | Sleepaway Camp IV: The Survivor      |          |               | Sim  | Ricky                | Imagens de arquivo                | [ 14 ] |
| 2014 | Redemption                           |          | Sim           | Sim  | Manuel Estefan       |                                   | [ 15 ] |
| 2014 | Bloody Reservoir                     |          |               | Sim  | Ricky Thomas         |                                   | [ 2 ]  |
| 2014 | M Is for Matchmaker                  |          | Sim           |      |                      | Curta-metragem                    | [ 16 ] |
| 2014 | Good Ol' Boy                         | Sim      |               |      |                      | Produtor executivo; não creditado | [ 17 ] |
| 2015 | Then and Again                       | Sim      | Sim           | Sim  | Nigel Robbins        | Curta-metragem                    | [ 18 ] |
| 2015 | Plan 9                               |          | Sim           |      |                      |                                   | [ 9 ]  |
| 2016 | Terror Tales                         |          |               | Sim  | The Sledgehammer     | Segmento: "Radical Video"         | [ 19 ] |
| 2016 | The House That Wept Blood            | Sim      |               | Sim  | Chris Laymon         |                                   | [ 20 ] |
| 2017 | Sugar!                               |          |               | Sim  |                      |                                   | [ 17 ] |
| 2018 | Slaughsages                          |          |               | Sim  | Jahnethin Teahrsdine | Curta-metragem                    | [ 21 ] |
| 2019 | Lake of Shadows                      |          |               | Sim  | Alex Kintner         |                                   | [ 22 ] |
| 2021 | Toilet Zombie Baby Strikes Back      |          | Sim           | Sim  | Eric Sommers         |                                   | [ 24 ] |
| 2022 | Last American Horror Show: Volume II |          |               | Sim  | Capitão Strike       | Segmento: "Terror at Station 13"  | [ 13 ] |
| 2022 | Time's Up                            |          |               | Sim  | Gene                 |                                   | [ 2 ]  |

### Televisão
| Ano       | Título                                | Notas                            | Ref.  |
| --------- | ------------------------------------- | -------------------------------- | ----- |
| Déc. 1980 | Another World                         | Vários episódios                 | [ 6 ] |
| 1984      | CBS Schoolbreak Special               | 1 episódio; elenco principal     | [ 7 ] |
| 1987      | ABC Afterschool Specials              | Episódio: "Seasonal Differences" | [ 4 ] |
| 2018      | The Last Drive-In With Joe Bob Briggs | 1 episódio                       | [ 2 ] |

### Vídeos musicais
| Ano  | Título               | Artista                         | Notas                     | Ref.   |
| ---- | -------------------- | ------------------------------- | ------------------------- | ------ |
| 2014 | "The Princess"       | Jonathan Tiersten and Ten Tiers |                           | [ 25 ] |
| 2016 | "Pride in Prejudice" | Slayer                          | Gerente de produção       | [ 17 ] |
| 2016 | "You Against You"    | Slayer                          | Ator; gerente de produção | [ 17 ] |